# 亞馬遜競技場
亞馬遜競技場（葡萄牙語：Arena da Amazônia）是一座位於巴西馬瑙斯為主辦2014年世界杯而建的足球場，可容納4萬6千人。這球場於2010年動工，耗資532萬雷亞爾，當中，州政府會支持其中的三分之二，而市政府則會承包其餘的金額。
在世界杯期間，這球場會承辦4場的分組賽賽事。

## 資料來源
1. ↑  .   [2016-08-13]. （原始内容存档于2016-09-18）.
2. ↑  . O Globo.   [2014-06-18]. （原始内容存档于2019-06-05）.
3. 1 2  .   [2013-11-21]. （原始内容存档于2017-07-19）.

## 外部連結
- 官方网站